# Delias poecilea
Delias poecilea is een vlindersoort uit de familie van de Pieridae (witjes), onderfamilie Pierinae.
Delias poecilea werd in 1865 beschreven door van Vollenhoven.